# Ponte sull'Oyapock
Il Ponte sull'Oyapock (in francese Pont sur l'Oyapock, in portoghese Ponte sobre o Rio Oiapoque) è un ponte strallato che collega la località di Saint-Georges-de-l'Oyapock, nella Guyana francese, con il comune di Oiapoque nel Amapá in Brasile.
Il progetto risale al 1997, poi il presidente francese Nicolas Sarkozy e quello brasiliano Luiz Inácio Lula da Silva il 14 febbraio 2008 diedero inizio alla costruzione del ponte.
La costruzione del ponte si è conclusa nell'agosto del 2011, ma la sua inaugurazione è stata subordinata alla conclusione di alcuni lavori sul lato brasiliano e dalla volontà franco-brasiliana di stabilire la data di inaugurazione dopo che sarà stato fissato dalla Francia e dal Brasile il flusso migratorio legale consentito. 
Il ponte è stato inaugurato il 18 marzo 2017 in presenza del prefetto della Guyana francese Martin Jaeger e del governatore dell'Amapà Waldez Goes4. Dal 20 marzo 2017 il ponte è aperto alla circolazione. 
Il ponte costituisce prima frontiera franco-brasiliana su un confine terrestre, facendo in modo che si possa andare per strada asfaltata da Caienna (Guyana francese) a Macapá (Brasile) evitando così di prendere il traghetto tra la sponda francese e quella brasiliana del fiume.
| Infrastruttura                                      |
| --------------------------------------------------- |
| BR-156 - Rodovia federal BR-156 -> Laranjal do Jari |
| RN2 - Route Nationale 2 -> Cayenne                  |

## Galleria d'immagini

Carta della strada che unisce Caienna (Guyana francese) a Macapá (Brasile) attraverso il Ponte sull'Oyapock.

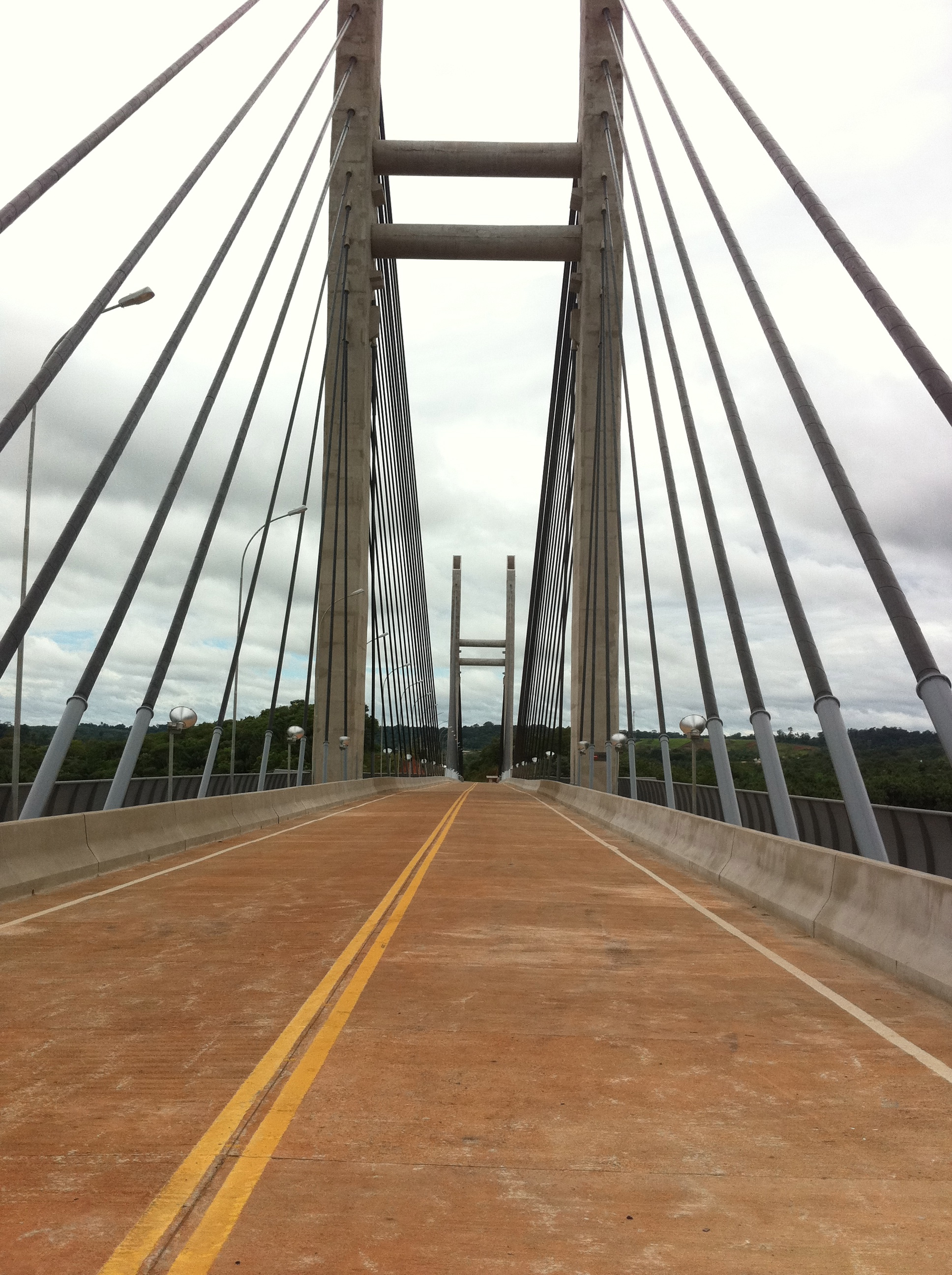
Vista del lato francese
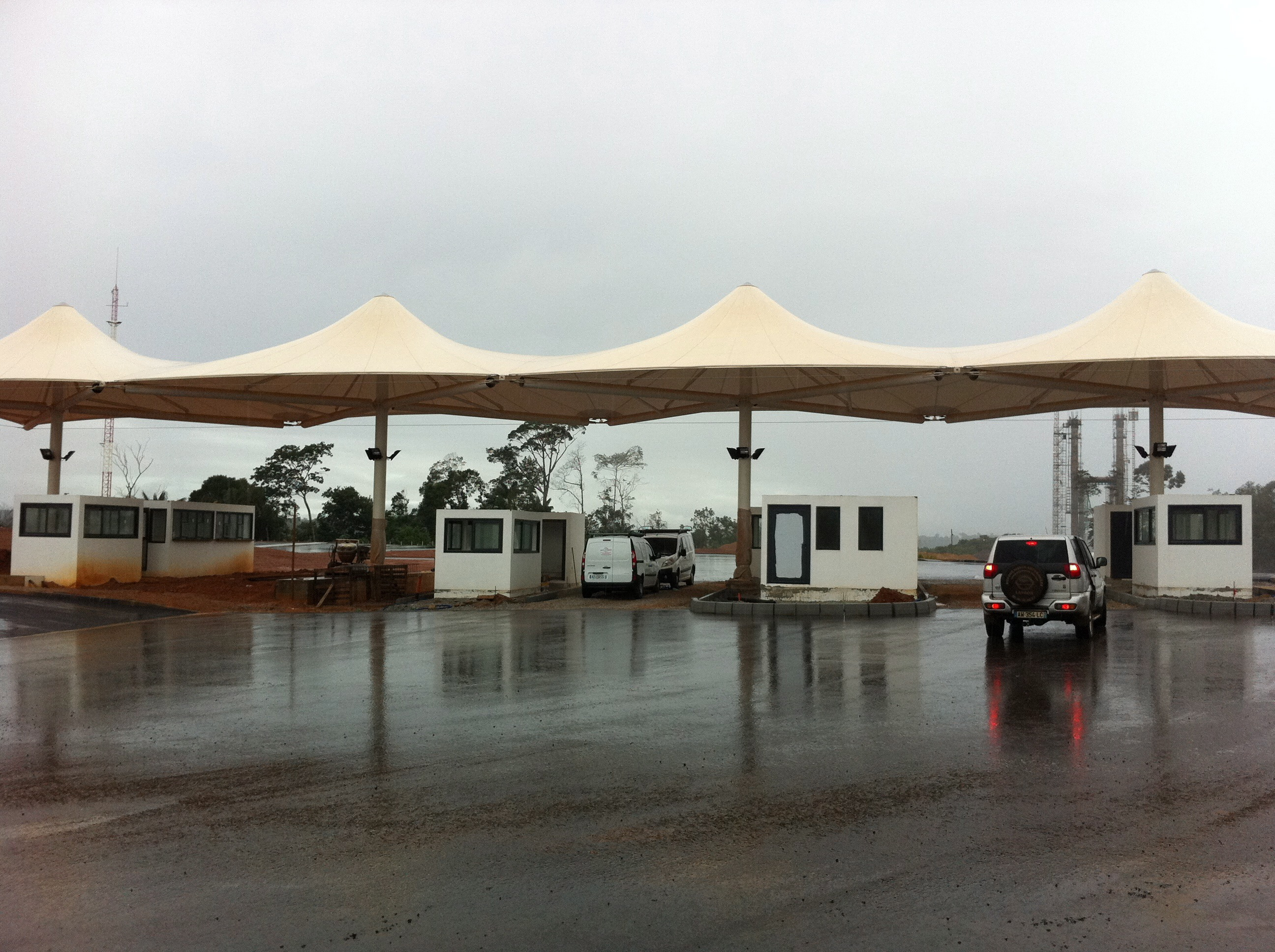
Dogana franco-brasiliana